# Kemankeş Ali Pascha
Kemankeş Ali Pascha (DMG Kemānkeş ʿĀli Paşa; geb. in Isparta, Anatolien; gest. 3. April 1624) war ein Großwesir des Osmanischen Reiches.

## Leben
Nach seiner Palastausbildung in Istanbul erhielt Kemankeş Ali Pascha zunächst den Status als Beylerbey von Diyarbakır im Status eines Wesirs, wurde später jedoch nach Bagdad versetzt, nachdem er einige wichtige Persönlichkeiten aus dieser Provinz ohne Rücksprache mit dem Herrscher hinrichten ließ, verblieb dort allerdings nur ein Jahr und wurde dann aus dem Dienst entlassen. Nach dem Tod Osmans II. kehrte er schließlich nach Istanbul zurück, wo er vor allem mit dem eigenen Machterhalt beschäftigt war. Dies geschah durch Winkelzüge wie zum Beispiel die Fälschung von subversiven Briefen, mit denen er seine Amtsvorgänger in Misskredit bringen wollte. Als dies aufflog, wurde er schließlich am 3. April 1624 seiner Ämer enthoben und hingerichtet.